# Sylvester Graham
Sylvester Graham (5. července 1794 Suffield – 11. září 1851  Northampton) byl americký presbyteriánský kazatel a propagátor zdravého způsobu života. Za ideální lidskou stravu považoval zeleninu, ovoce a pečivo z celozrnné mouky, která je podle něj nazývána Grahamova mouka.
Pocházel ze sedmnácti dětí a jeho otec měl přes sedmdesát let, když ho zplodil. Jako dospívající chlapec musel vypomáhat v hostinci, což v něm vyvolalo celoživotní odpor k alkoholu. Později pracoval jako farmář a učitel, v roce 1826 se oženil se Sarou Earlovou. Studoval na Amherst College, odkud odešel pro neustálé konflikty se spolužáky a teologické vzdělání dokončil privátně. Od roku 1828 působil jako kazatel Presbyteriánské církve ve Spojených státech amerických v Bound Brook ve státě New Jersey.
Křehké zdraví přimělo Grahama k zájmu o správnou životosprávu, v němž se projevila i jeho náboženská exaltovanost. Usiloval o společenskou reformu založenou na dobrovolné střídmosti a přísné morálce, svůj program shrnul v knize Lectures on the Science of Human Life. Vycházel z toho, že masitá strava je nepřirozená, neboť primáti nejbližší člověku se živí převážně rostlinami. Pořádal četné a hojně navštěvované přednášky, v nichž hlásal abstinenci a vegetariánství. K jeho popularitě přispěla také pandemie cholery ve třicátých letech 19. století, která vzbudila v tehdejší společnosti enormní zájem o informace z oboru hygieny a stravování.
Jeho životní postoje ovlivnil francouzský lékař François-Joseph-Victor Broussais, který se zabýval účinkem potravin na lidský organismus. Graham brojil proti průmyslově vyráběným potravinám, především bílé mouce, kterou chtěl nahradit moukou z hrubě pomleté pšenice včetně klíčků a otrub. Zásadně odmítal i tabák, kávu, cukr a pepř. Ralph Waldo Emerson ho proto označil za „básníka otrub a dýní“. 
Graham ve svých vystoupeních také doporučoval pohlavní zdrženlivost, pobyt na čerstvém vzduchu, rozcvičky a studené koupele. Masturbace podle jeho tvrzení způsobovala oslepnutí. V roce 1837 založil Americkou fyziologickou společnost a začal vydávat časopis The Graham Journal of Health and Longevity. Jeho následovníci si říkali grahamité a žili v komunitě na Brook Farm u Bostonu, kde se pokoušeli vybudovat ideální společnost. V USA také vznikaly restaurace, které nabízely pokrmy připravené podle Grahamových principů.
Sylvester Graham zemřel v 57 letech, což poněkud zpochybnilo platnost jeho receptu na dlouhověkost. Podle jednoho vysvětlení Graham před smrtí porušil své zvyky a na radu lékaře jedl maso a užíval opiové klystýry. Přes tyto kontroverze na jeho odkaz navazovali i další propagátoři univerzálních diet jako např. John Harvey Kellogg. Z Grahamových morálních zásad vycházejí také Adventisté sedmého dne.